# 24e Panzerdivision
La 24e Panzerdivision est une division blindée de la Wehrmacht durant la Seconde Guerre mondiale. Elle est créée le 28 novembre 1941 à Stablack en Prusse-Orientale.

## Emblèmes divisionnaires

Emblème de la division jusqu'en 1942
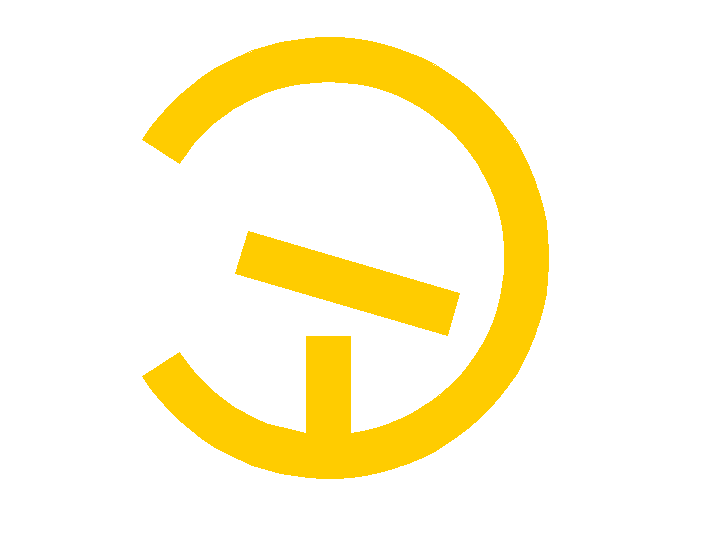
Emblème de la division à partir de 1943

## Organisation

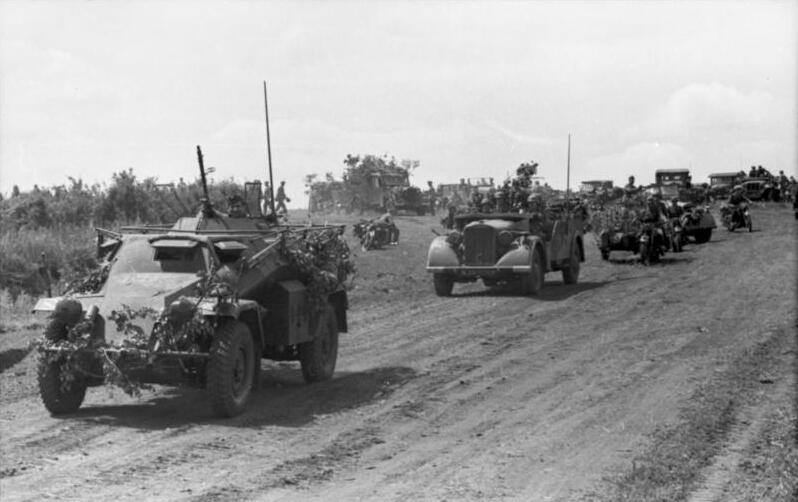
Véhicules de la 24e Panzerdivision en mouvement (Russie, juin 1942).

La division est constituée à partir de la 1. Kavallerie-Division basée à Königsberg. 
Après une période d'entraînement en Prusse-Orientale, la 24e Panzerdivision stationne en France à Coëtquidan puis à Mailly-le-Camp jusqu'en février 1942. Elle sert dans la 4e Panzerarmee du groupe d'armées sud du front russe pendant l'opération Fall Blau (plan bleu). Fin septembre, alors qu'elle achève son intervention pour la prise du sud de Stalingrad, elle est rattachée à la 6e armée. Durant la bataille de Stalingrad elle participe aux combats les plus violents : pour le silo à grain, le kourgane Mamaïev, les cités ouvrières, les usines Djerzinski (usine de tracteurs), Barrikade, Octobre rouge et elle participe à l'opération Hubertus (de). Fin novembre elle est encerclée dans la ville lors de l'opération Uranus et disparaît, à la suite de la capitulation du maréchal Paulus, le 2 février 1943.
Puis elle est reformée et reconstituée dans la région de Falaise-Bernay près de Lisieux en avril 1943 autour de la Panzer-Grenadier-Regiment 891. Elle sert en Normandie et en Italie, puis revient sur le front russe où elle subit de lourdes pertes autour de Kiev et du fleuve Dniepr.
Vers la fin de la guerre, elle est en opération en Pologne, en Hongrie et en Slovaquie. Réduite à la taille d'un Kampfgruppe, elle rejoint la division de Panzer de la Luftwaffe, en occurrence la Fallschirm-Panzer-Division 1. Hermann Göring avant qu'elle se rende aux troupes britanniques le 4 mai 1945 dans le Schleswig-Holstein.

## Commandants
| Début             | Fin               | Grade                     | Nom                                     |
| ----------------- | ----------------- | ------------------------- | --------------------------------------- |
| 28 novembre 1941  | 15 avril 1942     | General der Kavallerie    | Kurt Feldt                              |
| 15 avril 1942     | 12 septembre 1942 | General der Panzertruppen | Bruno Ritter von Hauenschild            |
| 12 septembre 1942 | 31 janvier 1943   | Generalleutnant           | Arno von Lenski (en)                    |
| 1er mars 1943     | 1er août 1944     | General der Panzertruppen | Maximilian Reichsfreiherr von Edelsheim |
| 1er août 1944     | 25 mars 1945      | Generalmajor              | Gustav-Adolf von Nostitz-Wallwitz (de)  |
| 25 mars 1945      | 8 mai 1945        | Major                     | Rudolf von Knebel-Döberitz              |

## Ordre de batailles

### En 1942
- Panzer-Regiment 24
- Schützen-Brigade 24
- Schützen-Regiment 21
- Kradschützen-Bataillon 4
- Artillerie-Regiment 89
- Aufklärungs-Abteilung 40
- Panzerjäger-Abteilung 40
- Pionier-Bataillon 40
- Nachrichten-Abteilung 86
- Versorgungstruppen 40

### En 1943 sur le Front de l'Est
- Panzer-Regiment 24
- Panzer-Grenadier-Regiment 21
- Panzer-Grenadier-Regiment 26
- Panzer-Artillerie-Regiment 89
- Panzer-Aufklärungs-Abteilung 24
- Heeres-Flak-Artillerie-Abteilung 283
- Panzerjäger-Abteilung 40
- Panzer-Pionier-Bataillon 40
- Panzer-Nachrichten-Abteilung 86
- Panzer-Versorgungstruppen 40

## Théâtres d'opérations
- Juin 1942
  - Front de l'Est
    - bataille de Stalingrad
- 1943
  - Janvier 1943 : L’unité disparaît à Stalingrad après la capitulation des forces allemandes du maréchal Paulus
- 1944
  - Italie
- 1944-1945
  - Front de l'Est

## Récompenses
- 40 membres de la 24e Panzerdivision sont faits chevaliers de la Croix de fer.
- 3 membres reçoivent la croix de chevalier de la Croix de fer avec feuilles de chêne.
- 1 membre est fait chevalier de la Croix de fer avec feuilles de chêne avec glaives, en l'occurrence le generalmajor Maximilian Reichsfreiherr von Edelsheim le 23 octobre 1944 (n° 105).